# Isaac Ganón
Isaac Ganón était un sociologue et juriste uruguayen (1916-1975).
Il est généralement considéré comme le fondateur de la recherche sociologique en Uruguay. Ganón a été professeur de sociologie pendant presque de trente ans à la Faculté de droit et de sciences sociales de Montevideo. Il a également été directeur de l'institut de sociologie de la même institution et président de l'Asociación Uruguaya de Ciencias Sociales (Association uruguayenne de sciences sociales) ainsi que de l'Association latino-américaine de sociologie (Asociación Latinoamericana de Sociología) entre 1959 et 1969.
Influencé par Pitirim Sorokin, Isaac Ganón a travaillé sur de nombreux aspects de la société uruguayenne. Son œuvre principale est Estructura Social del Uruguay (Structure sociale de l’Uruguay - 1966).
Il existe une place Dr Isaac Ganón à Montevideo.